# Elliot Hanson
Elliot Hanson (Macclesfield, 12 de febrero de 1994) es un deportista británico que compite en vela en la clase Laser. Ganó una medalla de oro en el Campeonato Europeo de Laser de 2020.

## Palmarés internacional
| \| Campeonato Europeo \| Campeonato Europeo \| Campeonato Europeo \| Campeonato Europeo \| \| Año \| Lugar \| Medalla \| Clase \| \| ------------------ \| ------------------ \| ------------------ \| ------------------ \| \| 2020 \| Gdansk (Polonia) \| Medalla de oro \| Laser \| |                  |                |       |
| Campeonato Europeo |                  |                |       |
| Año | Lugar            | Medalla        | Clase |
| 2020 | Gdansk (Polonia) | Medalla de oro | Laser |